# Whitehall (Ohio)
Whitehall é uma cidade localizada no estado norte-americano do Ohio, no Condado de Franklin.

## Demografia
Segundo o censo norte-americano de 2000, a sua população era de 19.201 habitantes.
Em 2006, foi estimada uma população de 17.894, um decréscimo de 1307 (-6.8%).

## Geografia
De acordo com o United States Census Bureau tem uma área de 13,5 km², dos quais 13,5 km² cobertos por terra e 0,0 km² cobertos por água.

## Localidades na vizinhança
O diagrama seguinte representa as localidades num raio de 8 km ao redor de Whitehall.